# Gerrie Knetemann
Gerrie Knetemann (nacido el 6 de marzo de 1951 en Ámsterdam - fallecido el 2 de noviembre de 2004) fue un ciclista neerlandés, profesional entre los años 1974 y 1989, durante los cuales logró 130 victorias.
El mayor logro de su carrera deportiva fue la medalla de oro en el Campeonato del Mundo de 1978, disputado en Nürburgring.
También destacan las diez victorias de etapa logradas a lo largo de sus once participaciones en el Tour de Francia.
Tras retirarse del ciclismo profesional, fue nombrado seleccionador nacional de los Países Bajos en 1991.
Falleció a la edad de 53 años de un ataque al corazón mientras montaba en bicicleta en la localidad de Bergen.

## Palmarés
| 1974 - Amstel Gold Race - 1 etapa del Dauphiné Libéré 1975 - 1 etapa del Tour de Francia - 2 etapas del Tour de Romandía 1976 - Vuelta a Andalucía, más 2 etapas - Vuelta a los Países Bajos 1977 - 2 etapas del Tour de Francia y Premio de la Combatividad - 2 etapas de la París-Niza - Cuatro días de Dunkerque - 3.º en el Campeonato de los Países Bajos en Ruta - Gran Premio de Frankfurt 1978 - Campeonato del Mundo de ciclismo - París-Niza, más 3 etapas - Tour del Mediterráneo, más 1 etapa - 2 etapas del Tour de Francia - 1 etapa de la Vuelta a Suiza - G.P. Pino Cerami - Delta Profronde - Acht van Chaam 1979 - 1 etapa de la París-Niza - 2 etapas del Tour de Francia - Acht van Chaam 1980 - Vuelta a los Países Bajos - Tour del Mediterráneo, más 1 etapa - 2 etapas de la París-Niza - 1 etapa del Tour de Francia - Vuelta a Bélgica - Delta Profronde | 1981 - Vuelta a los Países Bajos - 1 etapa del Tour de Romandía - 2.º en el Campeonato de los Países Bajos en Ruta - Nokere Koerse 1982 - 2 etapas del Tour de Francia - 2 etapas de la Tirreno-Adriático - Tres días de La Panne 1983 - Tour del Mediterráneo, más 1 etapa 1984 - 2 etapas en la Vuelta a Andalucía - G.P. Pino Cerami 1985 - Amstel Gold Race 1986 - Vuelta a los Países Bajos - 1 etapa de la Vuelta a Suiza 1987 - Vuelta a Suecia |

## Resultados

### Grandes Vueltas
| Carrera | Carrera         | 1974 | 1975 | 1976 | 1977 | 1978 | 1979 | 1980 | 1981 | 1982 | 1983 | 1984  | 1985 | 1986 | 1987 | 1988 |
| ------- | --------------- | ---- | ---- | ---- | ---- | ---- | ---- | ---- | ---- | ---- | ---- | ----- | ---- | ---- | ---- | ---- |
|         | Giro de Italia  | —    | —    | —    | —    | —    | —    | —    | —    | —    | —    | —     | 94.º | —    | —    | —    |
|         | Tour de Francia | 38.º | 63.º | Ab.  | 31.º | 43.º | 30.º | 38.º | 55.º | 47.º | —    | 103.º | —    | 84.º | 89.º | —    |
|         | Vuelta a España | —    | —    | —    | —    | —    | —    | —    | —    | —    | —    | —     | —    | 59.º | —    | —    |

### Clásicas, Campeonatos y JJ. OO.
| Carrera                | Carrera                | 1974 | 1975 | 1976 | 1977 | 1978  | 1979 | 1980 | 1981 | 1982 | 1983 | 1984 | 1985 | 1986 | 1987 | 1988 |
| ---------------------- | ---------------------- | ---- | ---- | ---- | ---- | ----- | ---- | ---- | ---- | ---- | ---- | ---- | ---- | ---- | ---- | ---- |
| Omloop Het Nieuwsblad  | Omloop Het Nieuwsblad  | —    | 11.º | —    | —    | 20.º  | 21.º | 37.º | —    | 47.º | 48.º | —    | —    | X    | —    | —    |
| Kuurne-Bruselas-Kuurne | Kuurne-Bruselas-Kuurne | —    | 12.º | —    | —    | —     | —    | —    | —    | —    | —    | —    | —    | X    | —    | —    |
|                        | Milán-San Remo         | —    | 38.º | 13.º | 47.º | 112.º | 15.º | 74.º | —    | 35.º | 59.º | —    | —    | —    | —    | —    |
| Gante-Wevelgem         | Gante-Wevelgem         | 54.º | —    | —    | 14.º | 27.º  | 31.º | 44.º | 41.º | —    | —    | —    | 78.º | —    | 43.º | —    |
|                        | Tour de Flandes        | 37.º | —    | —    | —    | —     | —    | —    | —    | —    | —    | —    | —    | —    | —    | —    |
|                        | París-Roubaix          | 55.º | —    | —    | —    | —     | —    | —    | —    | —    | —    | —    | —    | —    | —    | —    |
| Flecha Brabanzona      | Flecha Brabanzona      | —    | 3.º  | 14.º | 2.º  | 17.º  | 2.º  | —    | 13.º | 17.º | —    | 20.º | —    | —    | 28.º | —    |
| Amstel Gold Race       | Amstel Gold Race       | 1.º  | 7.º  | —    | 2.º  | 6.º   | 19.º | 45.º | 44.º | 16.º | —    | 25.º | 1.º  | —    | —    | —    |
| Flecha Valona          | Flecha Valona          | —    | 6.º  | —    | 4.º  | 4.º   | 14.º | —    | —    | —    | —    | —    | —    | 27.º | —    | —    |
|                        | Lieja-Bastoña-Lieja    | —    | 6.º  | —    | 15.º | 26.º  | 22.º | —    | 9.º  | —    | —    | —    | 46.º | —    | —    | —    |
| Campeonato de Zúrich   | Campeonato de Zúrich   | 10.º | —    | —    | 11.º | —     | 25.º | 39.º | 8.º  | —    | —    | —    | 62.º | —    | —    | —    |
| París-Tours            | París-Tours            | 18.º | 7.º  | 59.º | 56.º | 6.º   | 56.º | —    | 66.º | —    | —    | —    | —    | 95.º | 62.º | —    |
| Mundial en Ruta        | Mundial en Ruta        | Ab.  | 10.º | Ab.  | Ab.  | 1.º   | 13.º | Ab.  | Ab.  | Ab.  | —    | —    | Ab.  | —    | 57.º | —    |
| Países Bajos en Ruta   | Países Bajos en Ruta   | —    | 10.º | 7.º  | 3.º  | 10.º  | —    | —    | 2.º  | 14.º | —    | 16.º | —    | —    | —    | 21.º |

—: No participa

Ab.: Abandona

X: Ediciones no celebradas